# 刘深 (元朝)
刘深（？—1303年）或刘琛，字仲渊，大都宝坻人，官至中书右丞。

## 生平
元宪宗九年，随军参与鄂州之战。元世祖中统三年，参加讨灭李璮的战事，并在此期间进入水军万户府。元世祖至元六年，在襄樊之战中，首取襄阳外堡后，又率领水师在罐子滩击退宋军，因而升千户。至元九年十一月癸酉，因为进言帮助元军攻克樊城外城有功，赏其金银符。至元十一年，随军南伐，征战有功，加武义将军，期间参与攻克沙洋、阳逻堡渡江等战事。至元十二年秋七月庚午朔，焦山之站中绕后与其他将领合围宋军，以功升万户，佩金虎符。同年，被任命为和州达鲁花赤。至元十四年，驻庆元，任沿海招讨使，不久更授沿海经略使、行征南左副都元帅，赐两台银印绶，率领白鹞舟舰从庆元出征南宋余部。至元十四年十一月，击败位于浅湾的宋端宗朝廷。同年十二月丁丑，获得七州洋之战的胜利，俘虏国舅俞如硅及文武官百人、士兵二千人，张世杰仅以身免。至元十五年八月，入京觐见元世祖。至元十六年十一月，已任荆湖北道宣慰司宣慰使，受命教练鄂州、汉阳的新附水军。至元十八年十月，被任命为荆湖占城行中书省左丞。至元三十年，在海北海南道宣慰使朱斌、御史普颜的赞助下，主持将家乡宝坻的旧榷盐院改创为儒学庙。元成宗大德五年，已任云南等处行中书省左丞。同年，因八百媳妇国屡次犯边，刘深遂建议征伐此国，完泽对此表示支持并上奏。大德五年二月已卯，任中书右丞，统领南征事。大德五年五月壬戌，云南土官宋隆济发动叛乱，破坏南征，刘深因不能节制而被弹劾。大德六年二月，夺官收印。大德七年二月乙巳，被诛。

## 家族
- 父：刘子成，宝坻人，多次随军南下参与蒙金战争，官至蒙古监军。
- 母：黄氏、杨氏。
- 兄：刘海。
- 儿子：刘世英，武略将军、千户兼和州路总管府军民达鲁花赤；刘世昌；刘世隆。
- 侄子：刘世伟；刘世雄；刘世杰。
- 女儿或侄女一人。